# Apadana (Buddhismus)
Die Apadāna sind eine Sammlung biographischer Erzählungen über buddhistische Mönche und Nonnen, die zur Zeit des Buddha Siddhartha Gautama (ca. 563–483 v. Chr.) lebten und als heilig gelten. Die Texte wurden daher auch als buddhistische Heiligenviten bezeichnet. Sie sind in der Khuddaka-Nikaya-Sammlung des Pali-Kanon enthalten, des ältesten zusammenhängend überlieferten Schrifttums des Theravada-Buddhismus.